# Turceni
Turceni est une ville roumaine située dans le județ de Gorj.
Sa population était de 7 269 habitants en 2011.